# Florian Beck
Florian Beck (Blaichach, 7 gennaio 1958) è un dirigente sportivo ed ex sciatore alpino tedesco; fino alla riunificazione tedesca (1990) gareggiò per la nazionale tedesca occidentale.

## Biografia

### Carriera sciistica
Sciatore originario di Gunzesried di Blaichach e che in carriera si dedicò unicamente allo slalom speciale, Florian Beck ottenne il primo risultato di rilievo in Coppa del Mondo l'11 dicembre 1979 sull'impegnativo tracciato della 3-Tre di Madonna di Campiglio, giungendo 15º; raggiunse lo stesso piazzamento anche ai Mondiali di Schladming 1982, mentre ai XIV Giochi olimpici invernali di Sarajevo 1984, sua prima presenza olimpica, non completò la gara.
Il 4 gennaio 1985 sulle nevi di Bad Wiessee si aggiudicò l'unico podio di carriera in Coppa del Mondo, piazzandosi 2º alle spalle del campione austro-lussemburghese Marc Girardelli e davanti al fuoriclasse svedese Ingemar Stenmark; nella stessa stagione partecipò ai Mondiali di Bormio, dove concluse 8º, mentre nella stagione 1986- 1987 in Coppa Europa ottiene il 6º posto nella classifica generale e il 2º in quella di specialità.
Ai XV Giochi olimpici invernali di Calgary 1988, suo congedo olimpico, si classificò al 10º posto; ottenne l'ultimo piazzamento in Coppa del Mondo il 21 dicembre dello stesso anno a Sankt Anton am Arlberg, classificandosi 14º. Dopo vari anni di inattività, dal gennaio del 1995 tornò a prendere parte ad alcune competizioni minori (Campionati tedeschi, gare FIS) fino al definitivo ritiro, avvenuto il 17 marzo 1996 con il 18º posto ottenuto ai Campionati tedeschi 1996 tenutisi a Zwiesel.

### Carriera dirigenziale
Dopo il ritiro Beck ha diretto il centro di allenamento alpino dell'Algovia (Alpine Trainingscenter Allgäu, ATA) a Oberjoch (Bad Hindelang) e nel 2006 è divenuto direttore di gara della tappa della Coppa del Mondo femminile a Ofterschwang; è sposato con Maria Epple, a sua volta sciatrice alpina.

### Coppa del Mondo
- Miglior piazzamento in classifica generale: 43º nel 1985
- 1 podio (in slalom speciale):
  - 1 secondo posto

### Coppa Europa
- Miglior piazzamento in classifica generale: 6º nel 1987

### Campionati tedeschi
- 4 medaglie (dati parziali fino alla stagione 1985-1986)[2]:
  - 4 ori (slalom speciale nel 1981; slalom speciale nel 1982; slalom speciale nel 1984; slalom speciale nel 1986)